# 李宜昱
李宜昱，福建晋江（今福建泉州）人，是一名清朝政治人物。举人出身。
李宜昱曾于1733年接替胡应葵任青浦县知县一职，1736年由施士箴接任。